# Diego Arévalo
Diego Patricio Arévalo Vizhñay (* 26. Januar 1998) ist ein ecuadorianischer Leichtathlet, der sich auf den Hindernislauf spezialisiert hat. 

## Sportliche Laufbahn
Erste internationale Erfahrungen sammelte Diego Arévalo im Jahr 2014, als er bei den Olympischen Jugendspielen in Nanjing in 6:11,75 min den fünften Platz im B-Finale über 2000 m Hindernis belegte. Anschließend siegte er in 6:01,67 min bei den Jugendsüdamerikameisterschaften in Cali. Im Jahr darauf belegte er bei den Juniorensüdamerikameisterschaften in Cuenca in 33:53,76 min den vierten Platz im 10.000-Meter-Lauf und schied anschließend bei den Jugendweltmeisterschaften in Cali mit 6:04,75 min im Vorlauf über 2000 m Hindernis aus. 2018 siegte er in 9:24,61 min über 3000 m Hindernis bei den U23-Südamerikameisterschaften in Cuenca und im Jahr darauf wurde er bei den Südamerikameisterschaften in Lima in 8:49,42 min Fünfter, ehe er bei den Panamerikanischen Spielen ebendort in 9:01,21 min den neunten Rang belegte. Nach einer mehrjährigen Wettkampfpause gewann er 2023 bei den Südamerikameisterschaften in São Paulo in 29:10,79 min die Bronzemedaille über 10.000 Meter hinter den Chilenen Carlos Díaz und Ignacio Velásquez und belegte in 14:04,05 min den vierten Platz über 5000 Meter. Im Oktober wurde er bei den Straßenlauf-Weltmeisterschaften in Riga nach 1:05:33 h 68. im Halbmarathon. Im Jahr darauf gelangte er bei den Ibero-Amerikanischen Meisterschaften in Cuiabá mit 14:41,84 min auf den siebten Platz über 5000 Meter.
In den Jahren 2019 und 2024 wurde Arévalo ecuadorianischer Meister im 5000-Meter-Lauf sowie 2019 auch über 3000 m Hindernis und 2023 und 2024 über 10.000 Meter.

## Persönliche Bestleistungen
- 5000 Meter: 14:04,05 min, 30. Juli 2023 in São Paulo
- 10.000 Meter: 29:10,79 min, 28. Juli 2023 in São Paulo
- Halbmarathon: 1:05:33 h, 1. Oktober 2023 in Riga
- 3000 Meter Hindernis: 8:49,42 min, 25. Mai 2019 in Lima